# Nazionale femminile di pallanuoto della Francia
La nazionale di pallanuoto femminile francese è la rappresentativa pallanuotistica della Francia nelle competizioni internazionali in ambito femminile. La sua federazione di riferimento è la Fédération Française de Natation.
I migliori risultati conseguiti sono stati due bronzi europei negli anni ottanta.

## Risultati

### Massime competizioni
Olimpiadi
- 2024 9º

Mondiali
- 1991 9º
- 1994 9º
- 2003 15º
- 2015 14º
- 2017 11º
- 2022 8º
- 2023 9º
- 2024 13º
- 2025 12º

Europei
- 1985 7º
- 1987  Bronzo
- 1989  Bronzo
- 1991 4º
- 1993 5º
- 1995 5º
- 1997 8º
- 1999 8º
- 2001 8º
- 2008 8º
- 2014 7º
- 2016 7º
- 2018 7º
- 2020 7º
- 2022 7º
- 2024 6º